# Georg Bäurle
Georg Bäurle (* 1908; † 1980) war ein deutscher Jurist und Präsident des Bayerischen Verfassungsgerichtshofes.

## Leben
Nach dem Studium der Rechtswissenschaften wurde er 1932 zum Dr. iur. promoviert. Seit dem Studium war er Mitglied der Studentenverbindung Akademischer Gesangverein München im SV.
1934 legte er die Zweite juristische Staatsprüfung ab und wurde Gerichtsassessor bei der Staatsanwaltschaft München II. 1935 wechselte er zur Staatsanwaltschaft Nürnberg. Von 1942 bis 1945 leistete er Wehrdienst. 1945 wurde er bei der Staatsanwaltschaft München I tätig. Er wurde 1946 Oberregierungsrat, 1951 Regierungsdirektor und 1956 Ministerialrat. Ab 1960 war er Präsident des Amtsgerichts München.
Von 1966 bis 1973 war er Präsident des Oberlandesgerichts München sowie des Bayerischen Verfassungsgerichtshofs.